# Chavarriella urania
Chavarriella urania là một loài bướm đêm trong họ Geometridae.